# ۷۰۱ (پیش از میلاد)
۷۰۱ (پیش از میلاد) ۷۰۱مین سال قبل از تقویم میلادی است.